# 葉嘉宇
葉嘉宇（Yip Ka Yu，1996年12月24日－），生於香港，香港前足球運動員，司職守門員。2023年，因涉強姦17歲女子罪成被判入獄五年三個月。2025年6月上訴得直，撤銷定罪及判刑。

## 球員生涯
葉嘉宇生於香港，於6歲隨哥哥踢足球時，開始接觸足球，到15歲在區隊選拔時轉型守門員，到中學三年級便轉讀職業訓練局，繼而投身社會，曾當過地盤散工與跟車送貨等多個行業，其後發現自己最喜愛足球因此加盟乙組聯賽地區球會和富大埔，再轉會甲組球會葵青，直到2015年夏天，獲陣中球員推薦到港超聯球會標準流浪試腳，繼而獲總監李輝立賞識邀請加盟，擔當球會球隊第三門將，為正副門將保羅及蕭亮的後備，並在2016年4月16日對夢想駿其的足總盃八強，職業生涯首度登場，協助流浪最終以5–2勝出，球季完結後，葉嘉宇獲賞識邀請隨流浪職球員轉會新成立的港超聯球會理文，並在10月28日對夢想FC的聯賽，首度為理文上陣，可是球會最終以1–2落敗。2018年夏天轉會至佳聯元朗盼望獲更多上場機會。
2023年完成丙组駿達合約，暑期至9月初有跟甲組球隊公民跟操，試訓。

## 涉嫌強姦女學生
葉嘉宇涉嫌在2021年3月16日與一名17歲女學生結識後，將其帶到大潭一帶，並在私家車後座期間強姦該女學生。女學生為了避免懷孕向家計會尋求幫助，並在瑪麗醫院精神科求診時揭露了這一事件。葉嘉宇在香港高等法院否認對女學生進行強姦的指控。該案件於2023年9月6日在法院開庭審理。2023年9月13日，3男3女陪審團以5比1大比數裁定被告葉嘉宇強姦罪成。10月5日，暫委法官胡雅文採納5年的量刑起點，考慮被告沒有使用安全套，加刑半年，再因應他無案底減刑，判他囚5年3個月。2025年6月19日， 高等法院上訴庭判決指原審法官錯誤引導陪審團，因此撤銷原有定罪及刑罰，當庭釋放。

## 外部連結
- 香港足球總會網頁球員註冊資料 （页面存档备份，存于）